# Jeffrey Jones
Jeffrey Duncan Jones (* 28. září 1946 Buffalo, USA) je americký herec. Jeho zřejmě nejznámější rolí je postava císaře Josefa II. ve filmu Miloše Formana Amadeus, za jejíž ztvárnění byl roku 1985 nominován na cenu Zlatý glóbus jako nejlepší herec ve vedlejší roli.

## Odsouzení
Roku 2003 byl Jones odsouzen k pěti letům vězení podmíněně za to, že si najal 14letého chlapce k pózování na erotických fotografiích.

## Filmografie
| Rok  | Název                      | Role                               |
| ---- | -------------------------- | ---------------------------------- |
| 1983 | Easy Money                 | Clive Barlow                       |
| 1984 | Amadeus                    | Josef II.                          |
| 1985 | Transylvania 6-5000        | Mayor Lepescu                      |
| 1986 | Kačer Howard               | Dr. Walter Jenning / Dark Overlord |
| 1986 | Ferris Bueller's Day Off   | Edward R. Rooney                   |
| 1987 | The Hanoi Hilton           | Major Fischer                      |
| 1988 | Beetlejuice                | Charles Deetz                      |
| 1988 | Nevyřešený případ          | Inspektor George Lestrade          |
| 1989 | Who's Harry Crumb?         | Elliot Draison                     |
| 1989 | Valmont                    | Gercourt                           |
| 1990 | Hon na ponorku             | Dr. Skip Tyler                     |
| 1992 | Out on a Limb              | Matt Skearns / Peter Van Der Haven |
| 1992 | Mom and Dad Save the World | Dick Nelson                        |
| 1992 | Stay Tuned                 | Spike                              |
| 1994 | Ed Wood                    | The Amazing Criswell               |
| 1995 | Houseguest                 | Ron Timmerman                      |
| 1996 | The Crucible               | Thomas Putnam                      |
| 1997 | Ďáblův advokát             | Eddie Barzoon                      |
| 1997 | The Pest                   | Gustav Shank                       |
| 1999 | Stuart Little              | Crenshaw Little                    |
| 1999 | Ravenous                   | Colonel Hart                       |
| 1999 | Ospalá díra                | Reverend Steenwyck                 |
| 2000 | Company Man                | Senátor Biggs                      |
| 2001 | Před svatbou ne!           | Mr. Appel                          |
| 2001 | Dr. Dolittle 2             | Joe Potter                         |
| 2001 | How High                   | Viceprezident                      |
| 2002 | Par 6                      | Lloyd Bator Jenkins                |
| 2007 | Who's Your Caddy?          | Cummings                           |